# Антига, Стефан
Стефа́н Антига́ (фр. Stéphane Antiga; 3 февраля 1976, Сюрен) — французский волейболист, доигровщик; тренер.

## Карьера
Родился в пригороде Парижа и волейбольную карьеру начал в столичной команде «Пари Волей». За девять лет выступлений в этом клубе Антига семь раз выигрывал национальное первенство (1996—1998, 2000—2003), четырежды — кубок Франции, а в 2001 году на домашней площадке выиграл Лигу чемпионов.
В 2003 году перешёл в состав итальянского «Кунео», но отыграл там лишь год. В дальнейшем играл в испанской команде «Пальма Портол», с которой выиграл два национальных титула.
С 2007 года и до конца карьеры выступал в Польше, в основном в составе «Скры» из Белхатува. В составе этой команды шесть раз завоёвывал золотые медали польского чемпионата и дважды становился бронзовым призёром Лиги чемпионов.
В сборной Франции дебютировал в 1998 году. В 2002 году, на первенстве мира в Аргентине помог французам завоевать первую в истории медаль чемпионата мира. Через два года принимал участие в афинской Олимпиаде, где французы не смогли преодолеть групповой раунд. 
В 2006 году французы впервые в истории стали вице-чемпионами Мировой лиги, а Антига был одним из важнейших игроков этой команды. В 2009 году на чемпионате Европы в Турции француз был признан лучшим игроком турнира на приёме, но смог завоевать с партнёрами лишь серебряные медали.
Последний раз выступал в составе сборной на чемпионате мира 2010 года. Там французы заняли 11-е место, после чего завершил международную карьеру, имея на своём счету 306 матчей в составе сборной.
В 2014 году назван новым главным тренером национальной сборной Польши. В том же году привёл красно-белых к победе на домашнем чемпионате мира. После этого успеха был награждён Брониславом Коморовским Орденом Заслуг перед Республикой Польша.